# Karl Heinz Jacoby

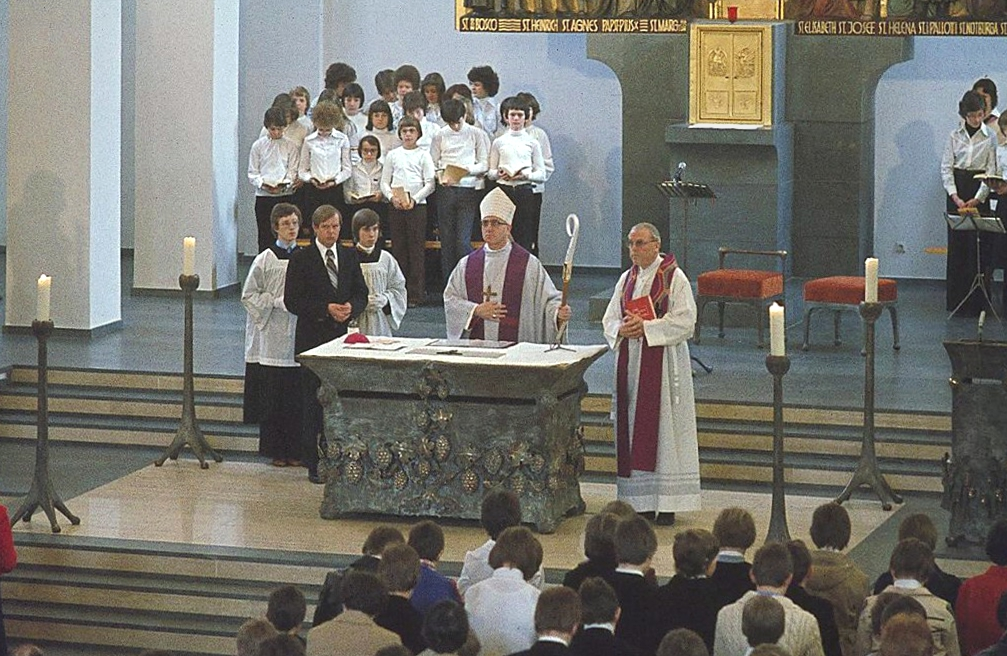
Karl Heinz Jacoby, 1977

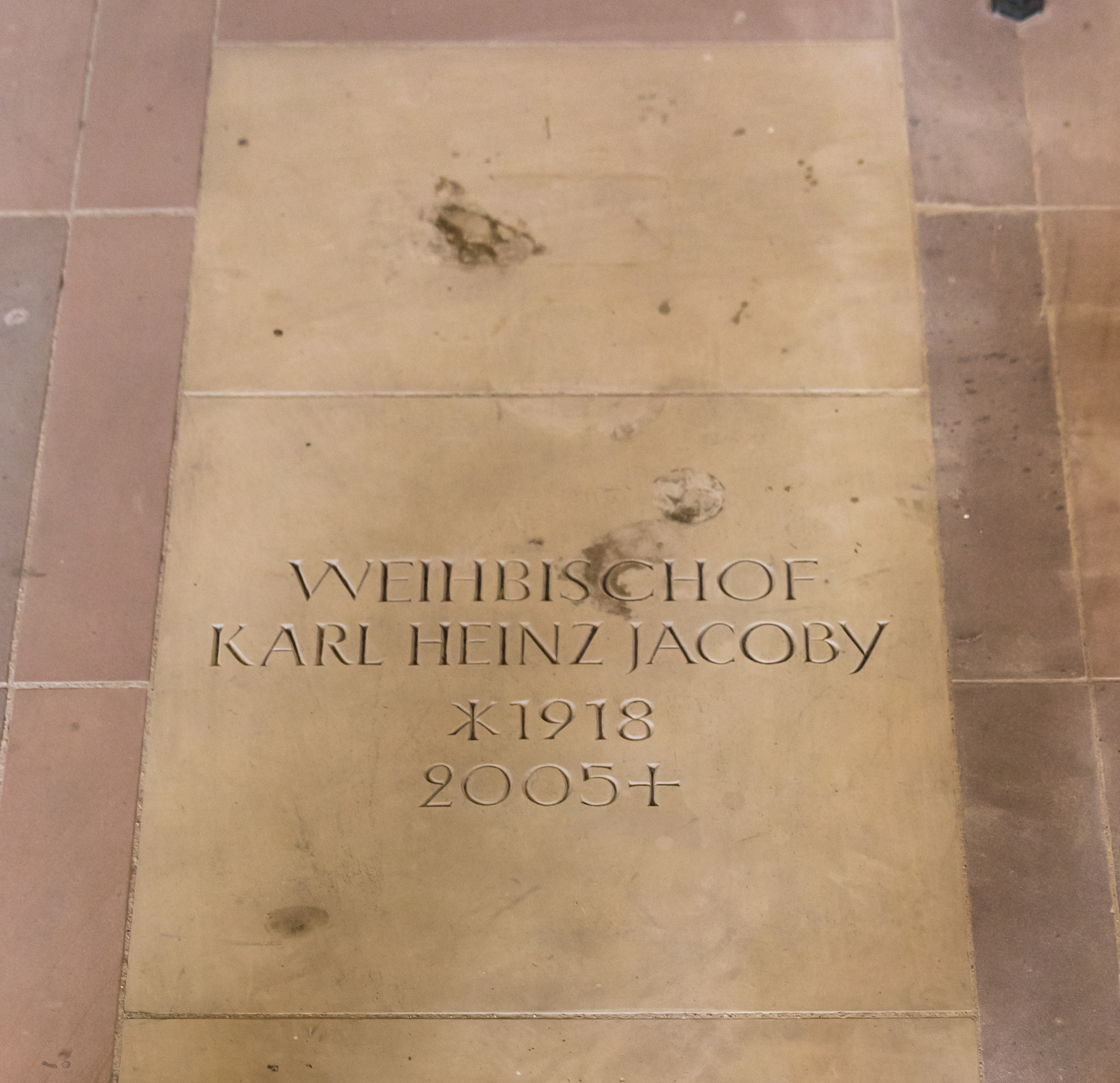
Grab von Karl Heinz Jacoby im Trierer Dom

Karl Heinz Jacoby (* 11. August 1918 in Göttelborn; † 29. Januar 2005 in Trier) war ein deutscher Priester und Weihbischof von Trier.

## Leben
Karl Heinz Jacoby, Sohn von Veronika Jacoby, geborene Spies, und des Steigers Jakob Jacoby, wuchs in einer saarländischen Bergmannsfamilie auf und studierte Philosophie und Theologie. Als Soldat im Zweiten Weltkrieg wurde er mehrfach verwundet. 1948 wurde er zum Priester geweiht und 1949 wurde er Kaplan in Trier in der Gemeinde St. Barbara, 1952 Geheimsekretär des Bischofs Matthias Wehr. Von 1959 bis 1968 war er Direktor des Bischöflichen Konvikts in Trier. Am 3. Mai 1968 wurde Jacoby von Papst Paul VI. zum Titularbischof von Sulci und zum Weihbischof in Trier ernannt. Die Bischofsweihe spendete ihm der Bischof Bernhard Stein am 11. Juni desselben Jahres; Mitkonsekratoren waren der Trierer Weihbischof Carl Schmidt und der Luxemburger Koadjutorbischof Jean Hengen.
Seit 1975 war Jacoby Mitglied des Trierer Domkapitels. Am 25. Oktober 1993 nahm Papst Johannes Paul II. sein aus Altersgründen eingereichtes Rücktrittsgesuch an.
Jacoby werden große Verdienste um die Aussöhnung zwischen Frankreich und Deutschland zugesprochen, da er für die Verbindung zwischen den Bischofskonferenzen beider Länder zuständig war.
Er starb am 29. Januar 2005 im Alter von 86 Jahren in Trier nach einem Schlaganfall und wurde am 5. Februar 2005 in der Weihbischofskapelle des Trierer Doms beigesetzt.